# Churchill Cup 2007
La Churchill Cup 2007 fu la 5ª edizione della Churchill Cup, una competizione internazionale di rugby a 15 organizzata dall'International Rugby Board, con lo scopo di favorire la crescita rugbistica delle squadre dei Paesi nordamericani, offrendo, al tempo stesso, alle nazioni europee la possibilità di testare nuovi giocatori con le proprie seconde selezioni nazionali, le cosiddette nazionali “A”.
L'edizione 2007 della competizione si tenne in Inghilterra e vide la partecipazione, oltre che delle due nazionali maggiori di Canada e Stati Uniti, anche dell'England Saxons, Irlanda A, Scozia A e dei New Zealand Māori.
La formula previde due gironi eliminatori, da tre squadre ciascuno, seguiti da tre finali: quella per il 5º posto fra le ultime 2; quella per il 3º posto fra le seconde classificate e quella per il 1º posto fra le prime classificate nei gironi.
La 5ª edizione del torneo fu vinta dagli England Saxons, che nella finale di Twickenham batterono i NZ Māori per 17-13.

## Fase a gironi

### Girone A
| Arbitro: | George Clancy |

|                                                                                            |      |           |
| 11’ Ojo 27’, 42’ Crane 35’, 63’ D. Armitage 46’ Evans 68’ Forster 79’ Dowson 80+1’ Dickson | mt   |           |
| 11’, 35’, 80+1’ Lamb                                                                       | tr   |           |
|                                                                                            | c.p. | 9’ Malifa |

| Arbitro: | Chris Pollock |

|               |      |                       |
| 10’ R. Lamont | mt   |                       |
| 10’ Ross      | tr   |                       |
| 30’, 68’ Ross | c.p. | 44’, 46’, 54’ Viljoen |

| Arbitro: | Chris Pollock |

|                         |      |            |
| 39’ Paice 44’ Abendanon | mt   |            |
| 39’ Barkley             | tr   |            |
| 4’ Barkley 80’ Mordt    | c.p. | 65’ MacRae |

#### Classifica
|    | Squadra        | G | V | N | P | P+ | P- | P±  | BP | PT |
| -- | -------------- | - | - | - | - | -- | -- | --- | -- | -- |
| 1ª | England Saxons | 2 | 2 | 0 | 0 | 69 | 6  | +63 | 1  | 9  |
| 2ª | Scozia A       | 2 | 1 | 0 | 1 | 16 | 27 | -11 | 0  | 4  |
| 3ª | Stati Uniti    | 2 | 0 | 0 | 2 | 12 | 64 | -52 | 1  | 1  |

### Girone B
| Arbitro: | Andrew Small |

|                                                                      |    |                         |
| 12’ Caldwell 23’ Cave 29’ Earls 55’ Hearty 60’ O’Connor 67’ Staunton | mt | 44’ Culpan 53’ van Camp |
| 29’, 60’, 75’ Staunton                                               | tr | 44’, 53’ Pritchard      |

| Arbitro: | James Jones |

|                                                                                              |      |                                       |
| 6’ Waldrom 13’ Te Whare 20’, 38’ Tahana 27’ Horton 47’ Bruce 54’ Kawau 63’ Ellison 72’ Smith | mt   | 33’ Kleeberger 66’ Pyke 79’ Carpenter |
| 6’, 13’, 27’, 47’, 54’, 63’, 72’ Bruce                                                       | tr   | 66’ Pritchard                         |
|                                                                                              | c.p. | 19’, 24’ Pritchard                    |

| Arbitro: | Andrew Macpherson |

|                                        |      |                       |
| H. Gear (2) Paku Bruce Ellison May (2) | mt   | Gannon Earls Cave (2) |
| Ellison (5) Sweeney                    | tr   | Sexton                |
| Ellison                                | c.p. |                       |

#### Classifica
|    | Squadra   | G | V | N | P | P+  | P- | P±  | BP | PT |
| -- | --------- | - | - | - | - | --- | -- | --- | -- | -- |
| 1ª | NZ Māori  | 2 | 2 | 0 | 0 | 109 | 45 | +64 | 2  | 10 |
| 2ª | Irlanda A | 2 | 1 | 0 | 1 | 61  | 70 | -9  | 2  | 6  |
| 3ª | Canada    | 2 | 0 | 0 | 2 | 43  | 98 | -55 | 0  | 0  |

## Finali

### FinaleBowl
| Arbitro: | Chris Pollock |

|                |    |                                                      |
| MacDonald Sika | mt | M. Williams (2) Pletch Kleeberger Stephen (2) Spicer |
|                | tr | Pritchard (7)                                        |

### FinalePlate
| Arbitro: | Andrew Small |

|                        |      |                                          |
| 16’ Lawson 80+1’ Evans | mt   | 10’ F. Murphy 14’ R. Wilson 65’ K. Earls |
| 16’ MacRae             | tr   | 14’ Sexton 65’ Keatley                   |
| 6’, 29’, 75’ MacRae    | c.p. | 25’ Sexton                               |

### FinaleCup
| Arbitro: | George Clancy |

|                                |      |                      |
| 18’ Sackey 46’ Voyce 73’ Croft | mt   | 36’ Tahana 58’ Kawau |
| 18’ Barkley                    | tr   |                      |
|                                | c.p. | 43’ Ellison          |